# Drapé
Pour les articles homonymes, voir Drapé (homonymie).

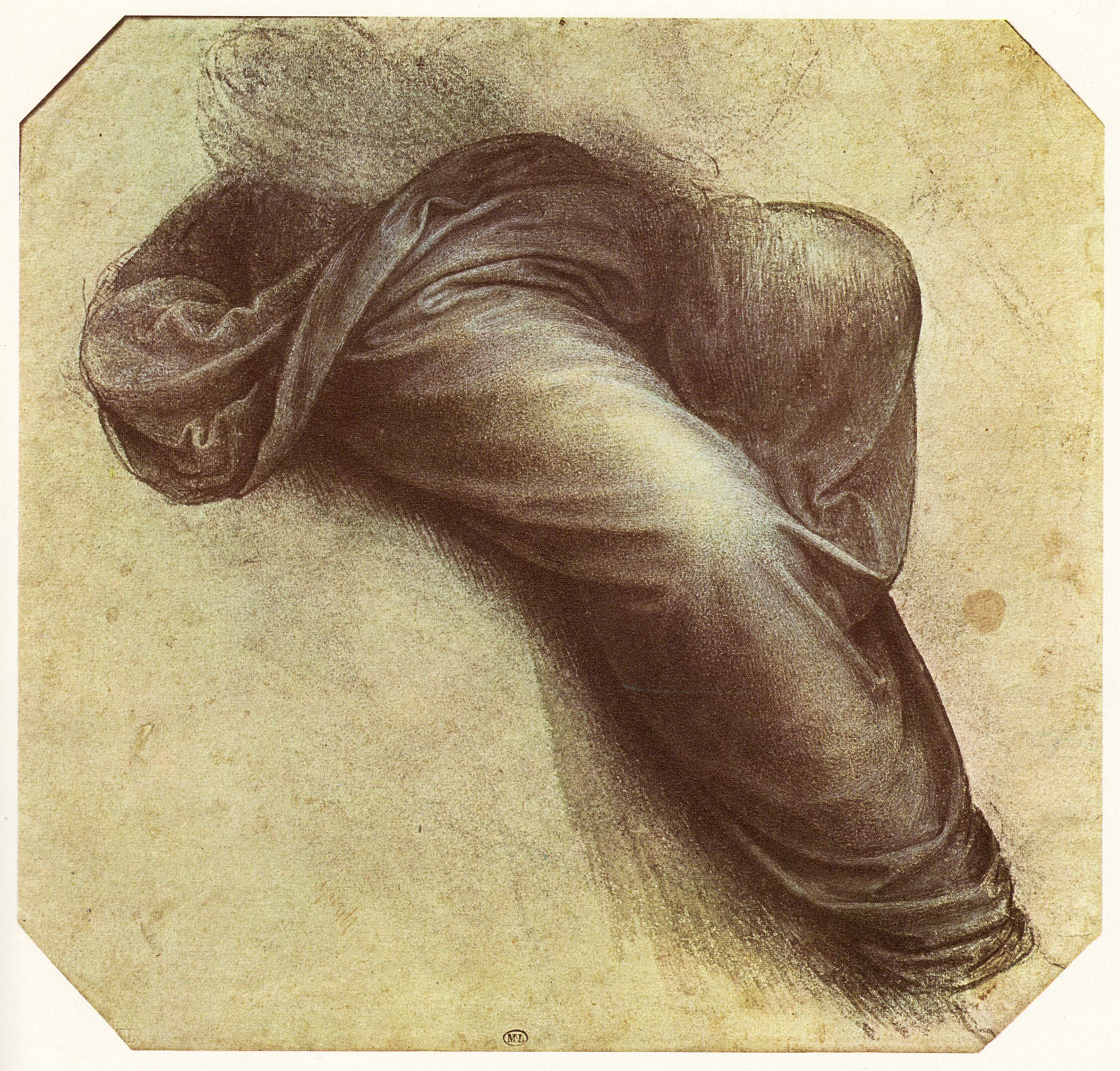
Étude de drapé de Léonard de Vinci.

Le drapé désigne l'agencement des étoffes et des plis des vêtements représentés en peinture ou en sculpture.

## Histoire
Le drapé est un motif artistique pratiqué depuis l'Antiquité. On le retrouve dans des statues grecques du Ve siècle comme dans des pleurants de la fin du Moyen Âge occidental ou des œuvres contemporaines.

## Réalisation
La représentation d'un drapé nécessite de restituer à la fois la matière du tissu et son volume. Les artistes utilisent par exemple des figurines en cire ou en bois, ainsi que des mannequins ou des modèles vivants.
La draperie n'ayant pas de forme en soi, il est souvent nécessaire, comme le recommandait déjà Alberti au XVe siècle, de « dessiner un nu que nous drapons ensuite de vêtements ». Les artistes réalisent ainsi des dessins et esquisses nues qui servent d'études préparatoires à des œuvres finies de personnages habillés.